# Musa troglodytarum
Bananier des montagnes, Bananier des troglodytes, Bananier féi
Espèce
Musa troglodytarum, le bananier des montagnes ou bananier des troglodytes, aussi appelé bananier féi, est une espèce de plantes monocotylédones de la famille des Musaceae, originaire des îles du Pacifique. Ce sont des bananiers cultivés inconnus à l'état sauvage, qui dérivent probablement de l'espèce Musa maclayi. Les fruits, comestibles, sont connus généralement sous le nom de bananes fe'i ou féi, et sont consommés le plus souvent cuits.

## Description

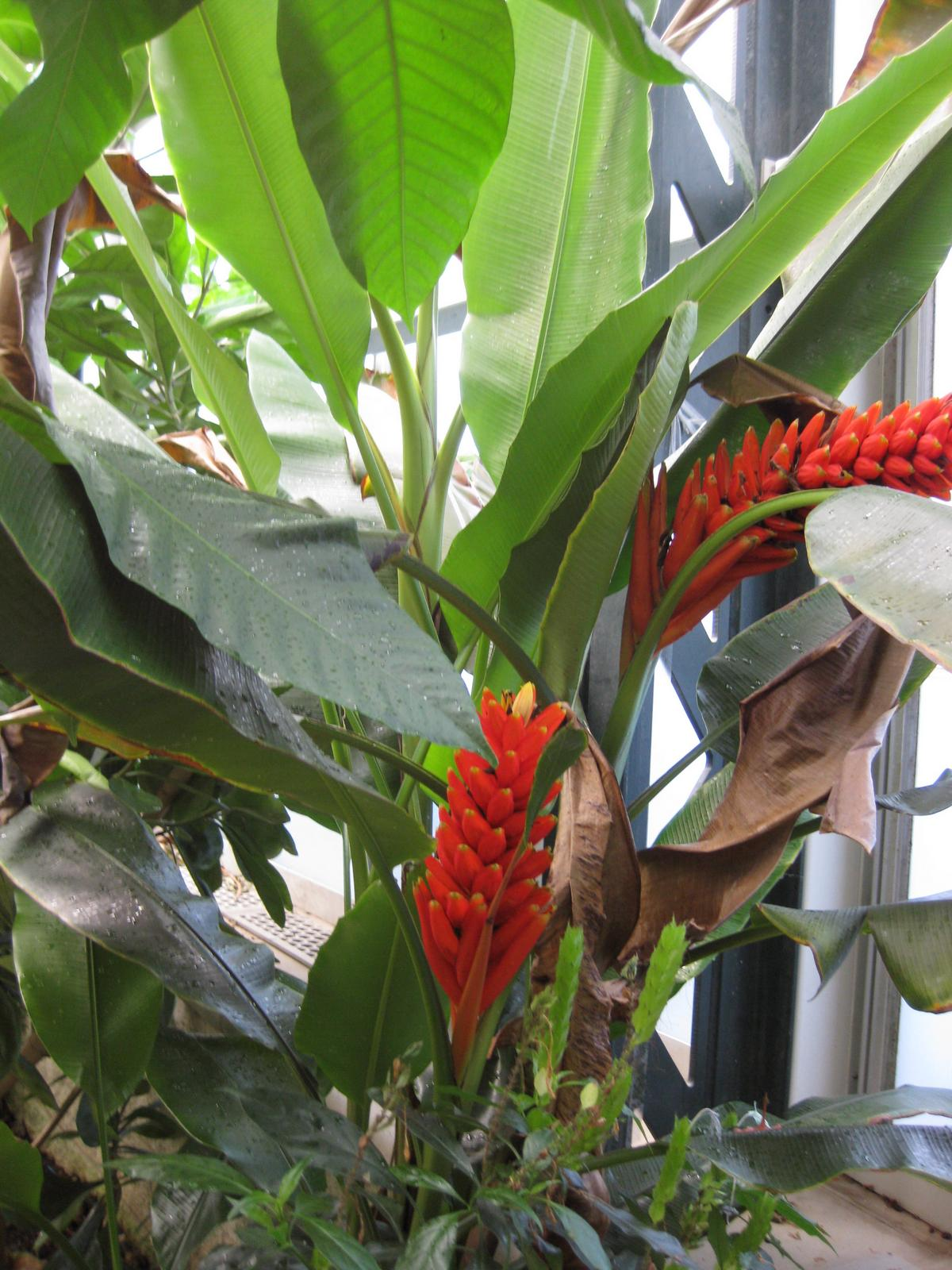
Spécimen photographié à Huntington Gardens à Los Angeles.

Les bananiers féis sont des variétés cultivées (cultivars) plutôt que des formes sauvages, et sont nettement différents des autres bananiers plus communs, dérivés de Musa acuminata et Musa balbisiana. Comme toutes les espèces du genre  Musa, ce sont des  plantes herbacées de grande taille, généralement de 3 à 10 mètres de haut, voire plus. Malgré leur apparence d'arbre, le « tronc » de ces plantes est en réalité un pseudo-tronc, formé par la base des feuilles étroitement emboîtées. À maturité, chaque pseudo-tronc produit une seule tige florifère qui se développe à l'intérieur, pour finalement émerger du sommet. Au fur et à mesure qu’elle s’allonge, les fleurs femelles apparaissent en premier pour former des fruits - les bananes, puis les fleurs mâles. Chez les bananiers cultivés, le fruit est généralement sans pépins et les fleurs mâles sont stériles.
Les bananiers fe'i se différencient des autres types de bananiers par plusieurs caractères : la sève est très colorée, allant du rose au magenta brillant et au violet foncé ; les bractées de l'inflorescence sont de couleur brillant plutôt que rouge terne ou violet ; la tige florifère est plus ou moins dressée (plutôt que tombante), de sorte que les grappes de bananes sont également dressées ; les fruits mûrs ont une peau brillante orange, cuivrée ou rouge, et une chair orange ou jaune à l'intérieur, et sont munis de crêtes saillantes leur conférant une section carrée,.

## Taxinomie

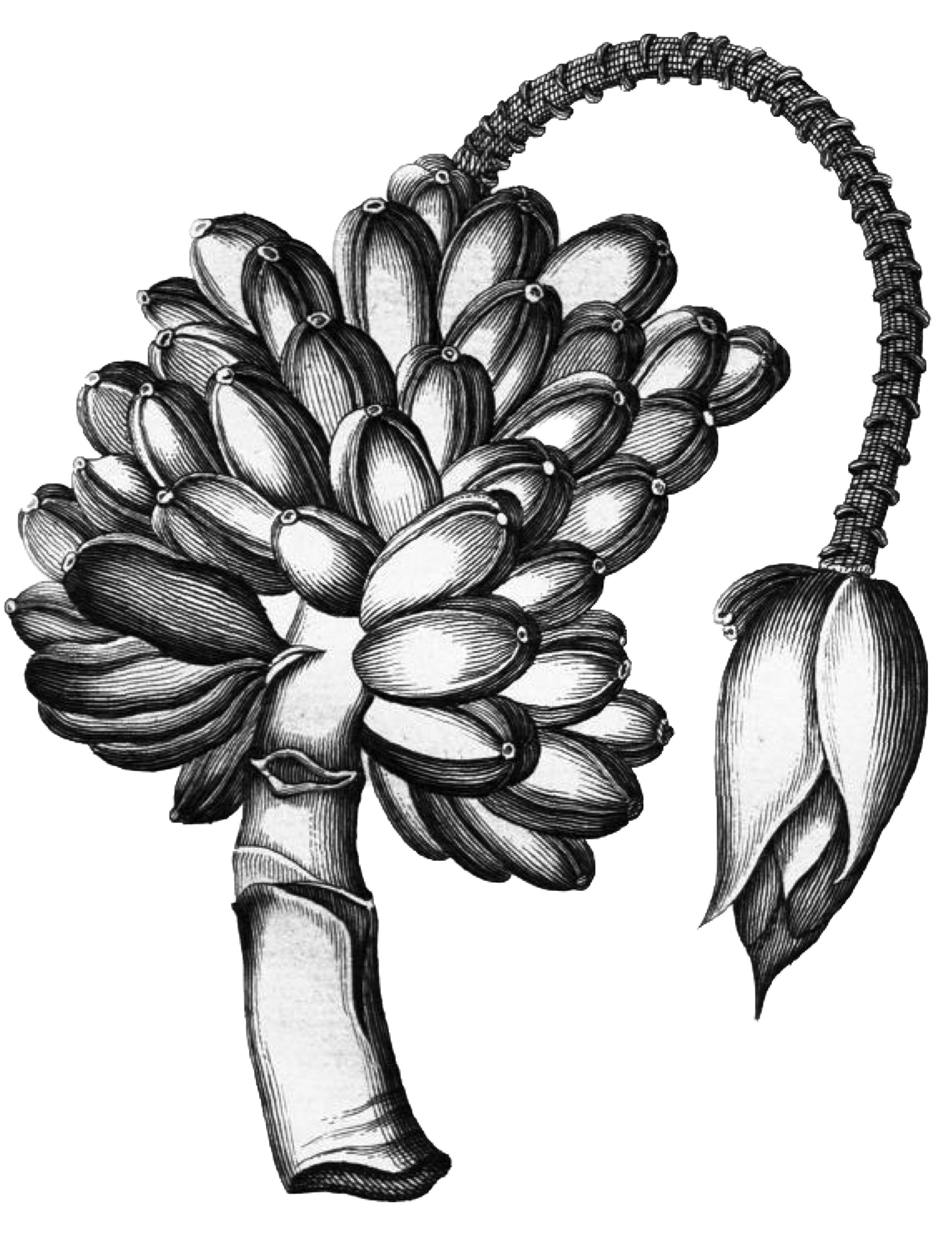
Musa Uranoscopos, lectotype de Musa troglodytarum L. d'après Rumphius (1747), Herbarium amboinense, planche 61.

Comme c'est souvent le cas dans le genre Musa, il existe pour les bananiers féis une certaine confusion quant au nom scientifique approprié. Certains auteurs considèrent que les bananes féis forment un groupe de cultivars, désignés par des noms tels que Musa (groupe Fe'i) 'Utafan', plutôt qu'une espèce désignée par un nom binominal en latin.
Le botaniste germano-néerlandais Georg Everhard Rumphius (environ 1627–1702), généralement connu sous le nom latinisé Rumphius a donné dans son Herbarium amboinense , publié en 1741, l'illustration et la description sous le nom de Musa Uranoscopos (« banane d'aspect céleste ») d'une espèce compatible avec les bananes fe'i. Il fait référence notamment à l'épi floral dressé (bien que la figure ci-contre montre le bourgeon terminal retombant), à la sève colorée et à l'effet de la consommation de ces bananes sur l'urine.
Cependant, dans la deuxième édition de Species plantarum, Linné a confondu, de façon « incompréhensible », Musa uranoscopos de Rumphius et Musa 'Pissang Batu' sous le nom de Musa troglodytarum, alors que Rumphius avait noté plusieurs distinctions entre les deux.
En 1917, Merrill désigna l'illustration de Rumphius Musa uranoscopos comme le  lectotype de Musa troglodytarum L.
Sur cette base, Häkkinen, Väre et Christenhusz ont conclu en 2012 que « tous les cultivars de bananiers fe'i, y compris ceux présentés dans les célèbres peintures de Paul Gauguin, devaient rattachés à l'espèce Musa troglodytarum L. » D'autres sources, comme Rafaël Govaerts en 2004, acceptent également ce binôme comme nom scientifique du groupe dans son ensemble. Le nom est parfois écrit comme Musa ×troglodytarum pour souligner l'origine hybride des bananes fe'i.

### Synonymes
Selon The Plant List (3 mars 2019) :
- Musa fehi Bertero ex Vieill.[10]
- Musa paradisiaca var. dorsata G.Forst.
- Musa rectispica Nakai
- Musa sapientum subsp. troglodytarum
- Musa seemannii F. Muell.[10]
- Musa troglodytarum var. acutibracteata
- Musa troglodytarum L.[11]
- Musa uranoscopos Colla[10]
- Musa uranoscopos Lour.
- Musa ×paradisiaca subsp. troglodytarum (L.) K. Schum.[10]
- Musa ×paradisiaca var. dorsata G. Forst.[10]
- Musa ×sapientum subsp. troglodytarum (L.) Baker[10]
- Musa ×sapientum var. troglodytarum (L.) Baker[10]

### Liste des variétés botaniques
Selon Tropicos (3 mars 2019) (Attention liste brute contenant possiblement des synonymes) :
- Musa troglodytarum var. acutibracteata MacDan.
- Musa troglodytarum var. dolioformis Blanco
- Musa troglodytarum var. errans Blanco
- Musa troglodytarum var. rubrifolia Kuntze
- Musa troglodytarum var. textoria Blanco
- Musa troglodytarum var. troglodytarum

## Distribution

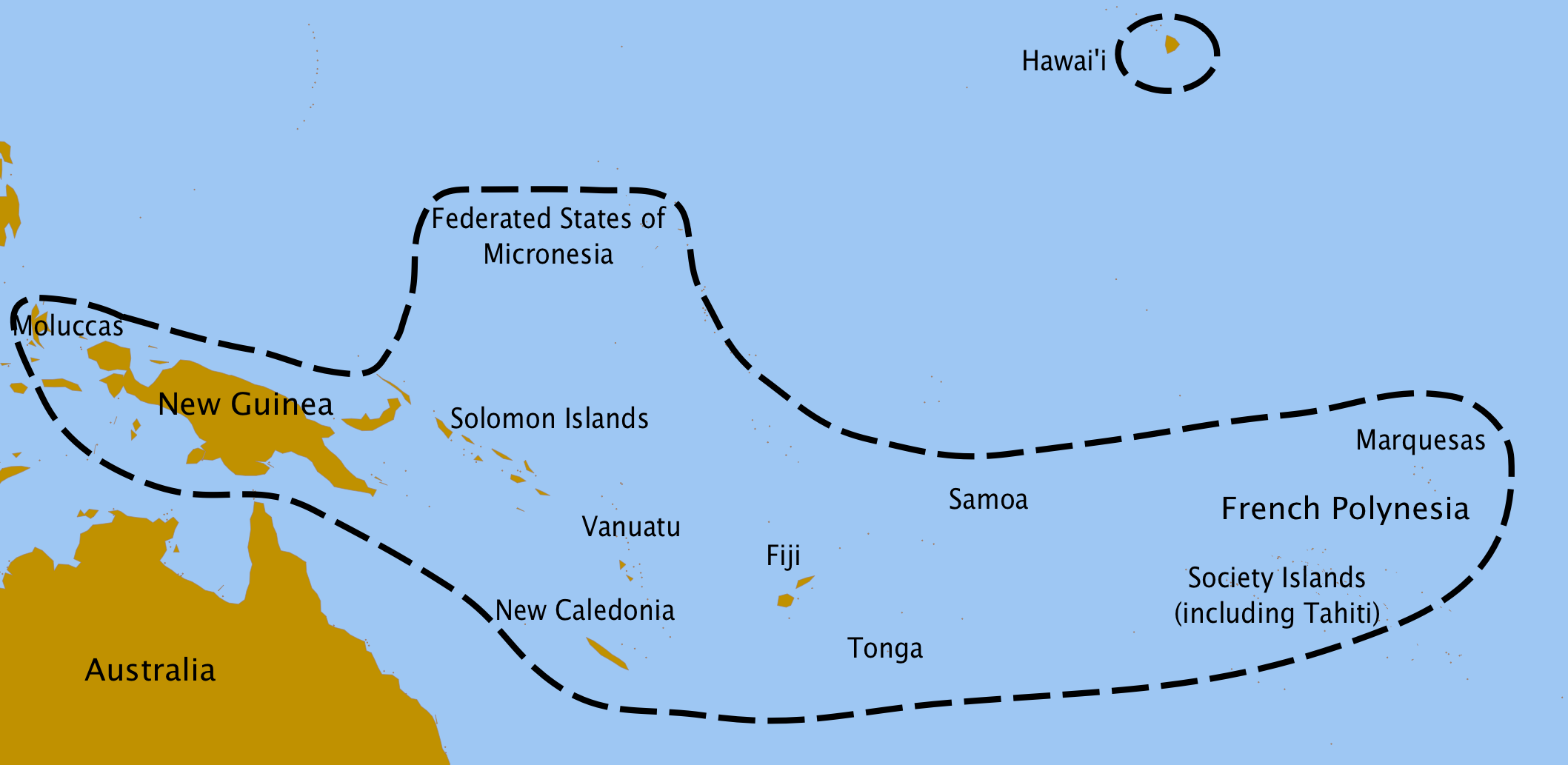
Aire de répartition de Musa troglodytarum.

Les bananiers féis se rencontrent principalement depuis les Moluques à l’ouest jusqu'à la Polynésie française à l’est, en particulier dans les îles de la Société et les Marquises.
Ces bananes ont eu une grande importance autrefois, tant comme aliment de base que comme aliment de cérémonie, mais leur culture et leur utilisation a fortement diminué au cours des dernières décennies. Lorsque les insulaires migraient en pirogue dans le Pacifique, ils emportaient des bananes féis avec eux et les propageaient ainsi.
La culture de ces plantes remonte à environ 250 avant J.-C. aux îles Marquises et à environ 800 après J.-C. à Tahiti dans les îles de la Société. L'aire de répartition originelle de Musa troglodytarum se situe probablement dans la région de la Nouvelle-Guinée, où on trouve des cultivars produisant des graines, à l'instar des espèces sauvages dont on pense qu'elles sont issues.

## Utilisation

### Plante alimentaire

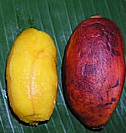
Bananes Karat pelées et non pelées.

Les bananes féis sont généralement consommées comme des plantains, c’est-à-dire cuites plutôt que crues. On les a décrites comme un mets « délicieux et nutritif quand elles sont cuisinées ou bouillies, surtout si les tranches sont enveloppées dans de la crème de noix de coco fraîche ».
On les a aussi décrites comme étant « désagréablement astringentes », sauf si elles sont cuites, car elles sont plus riches en amidon et plus pauvres en sucre  que les autres types de bananes. Toutefois, dans les États fédérés de Micronésie, certains cultivars, particulièrement 'Karat Pwehu', 'Karat Pako' et, dans une moindre mesure, 'Utin Lap', sont généralement consommés crus à complète maturité. Les bananes karat ont une texture douce, un goût sucré et sont un aliment de sevrage traditionnel de l'île micronésienne de Pohnpei.
Dans les pays où les bananes féis constituaient autrefois un produit alimentaire important, les aliments traditionnels ont été abandonnés au profit d'aliments importés. Les bananes à la chair plus blanche sont préférées aux variétés traditionnelles à la chair très colorée.
Une caractéristique des bananes féis est que leur consommation colore les urines en jaune, effet attribué à l’excrétion de la riboflavine présente en excès dans le fruit. Cet effet a amené les gens à penser que les bananes féis n'étaient peut-être pas bonnes à manger, en particulier par les enfants.
Parallèlement à l'abandon des aliments traditionnels, on a constaté une augmentation des cas de carence en vitamine A. On a démontré que les bananes féis à la chair plus foncée ont une teneur élevée en bêta-carotène, précurseur de la vitamine A. Une campagne de promotion d'une durée d'un an à Pohnpei en 1999 pour encourager la consommation de cultivars de Karat a eu un certain succès en augmentant les ventes.
La teneur en bêta-carotène varie considérablement parmi les bananes féis. Dans une étude portant sur des cultivars féis traditionnels des Îles Salomon, le taux le plus élevé de bêta-carotène était de près de 6000 µg pour 100 grammes de chair, alors que le taux le plus élevé était de 1 300 µg chez un cultivar non-féis. Cependant, il y avait un chevauchement des taux, certains cultivars féis contenant moins de bêta-carotène que des cultivars non-féis.
En Nouvelle-Calédonie, c'est la souche qui est consommée plutôt que les fruits.

### Autres utilisations
Les bananiers féis ont de nombreuses autres utilisations.

#### Aménagement
Elles peuvent également être utilisées comme matériau de couverture, en particulier pour les cabanes temporaires. Dans les cases kanak, elles servent de tapis de sol une fois qu'elles sont séchées.

#### Artisanat
Les fibres de la nervure centrale des feuilles peuvent être utilisées pour fabriquer des cordes, qui servent souvent pour transporter des régimes de bananes.
D'autres parties fibreuses des feuilles peuvent être séchées et tressées en nattes et articles similaires.

#### Contenant alimentaire
Comme pour les autres types de bananiers, les feuilles peuvent être utilisées comme assiettes ou contenants pour les aliments cuisinés.
Elles servent d'enveloppe pour cuire les bougnas calédoniens.

#### Navigation
Les pseudo-troncs sont flottants et peuvent donc être utilisés pour créer des radeaux temporaires.

#### Teinture
La sève de couleur rougeâtre des bananiers féis rougeâtre ne se décolore pas facilement à la lumière. Elle est utilisée comme colorant et a également servi à fabriquer de l'encre.
En Nouvelle-Calédonie, la sève violette du bourgeon terminal sert à teindre les monnaies traditionnelles kanak.

## Histoire

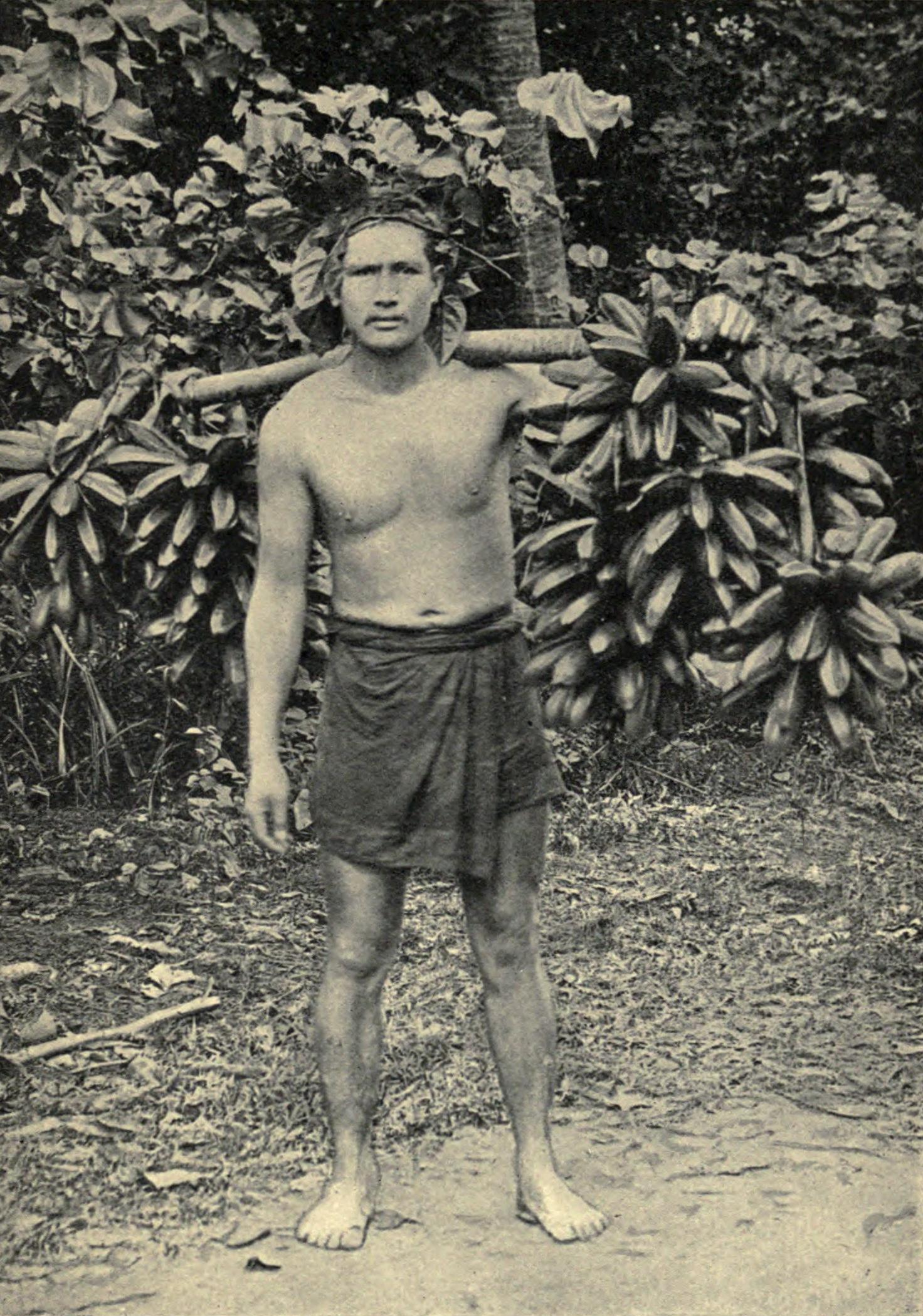
Porteur de bananes fe'i à Papeete (photographie antérieure à 1906).

Les premiers explorateurs européens des îles du Pacifique ont peu parlé des bananiers fe'i. Daniel Solander, naturaliste suédois qui accompagna Joseph Banks en 1788 à bord de l' Endeavour, mentionne dans le récit qu'il publia à son retour cinq sortes de bananes ou plantains appelés « "fe'i" » par les Tahitiens.
 William Ellis, missionnaire protestant britannique qui vécut dans les îles de la Société dans les années 1850, fait référence au nom «  Fe'i », affirmant que les bananes fe'i constituaient la nourriture de base des habitants de certaines îles, signalant également le régime « dressé » de ces bananiers.
Charles Darwin s'est rendu à Tahiti dans les îles de la Société en 1835 et a rendu compte de son expérience dans le Voyage du Beagle. Bien qu'il ne mentionne pas le nom Fe'i, il parle du « bananier des montagnes » : « De chaque côté du ravin se trouvaient de grandes étendues de bananiers des montagnes, couverts de fruits mûrs. Beaucoup de ces plantes avaient une hauteur de vingt à vingt-cinq pieds et une circonférence de trois à quatre pieds ».
Les bananiers fe'i poussent mieux à Tahiti sur les pentes au pied des falaises.
La botaniste américaine Laurence Howland MacDaniels, qui a publié une étude sur les bananiers fe'i en 1947, a rapporté que ces bananes constiuaient l'aliment de base glucidique des habitants des îles de la Société, et que plus de 95 % des bananes en vente étaient du type fe'i. Certains bananiers fe'i étaient cultivés dans des jardins, mais la plupart des bananes étaient  récoltées dans la nature, peut-être sur des pieds plantés précédemment et abandonnés.

## Aspects culturels

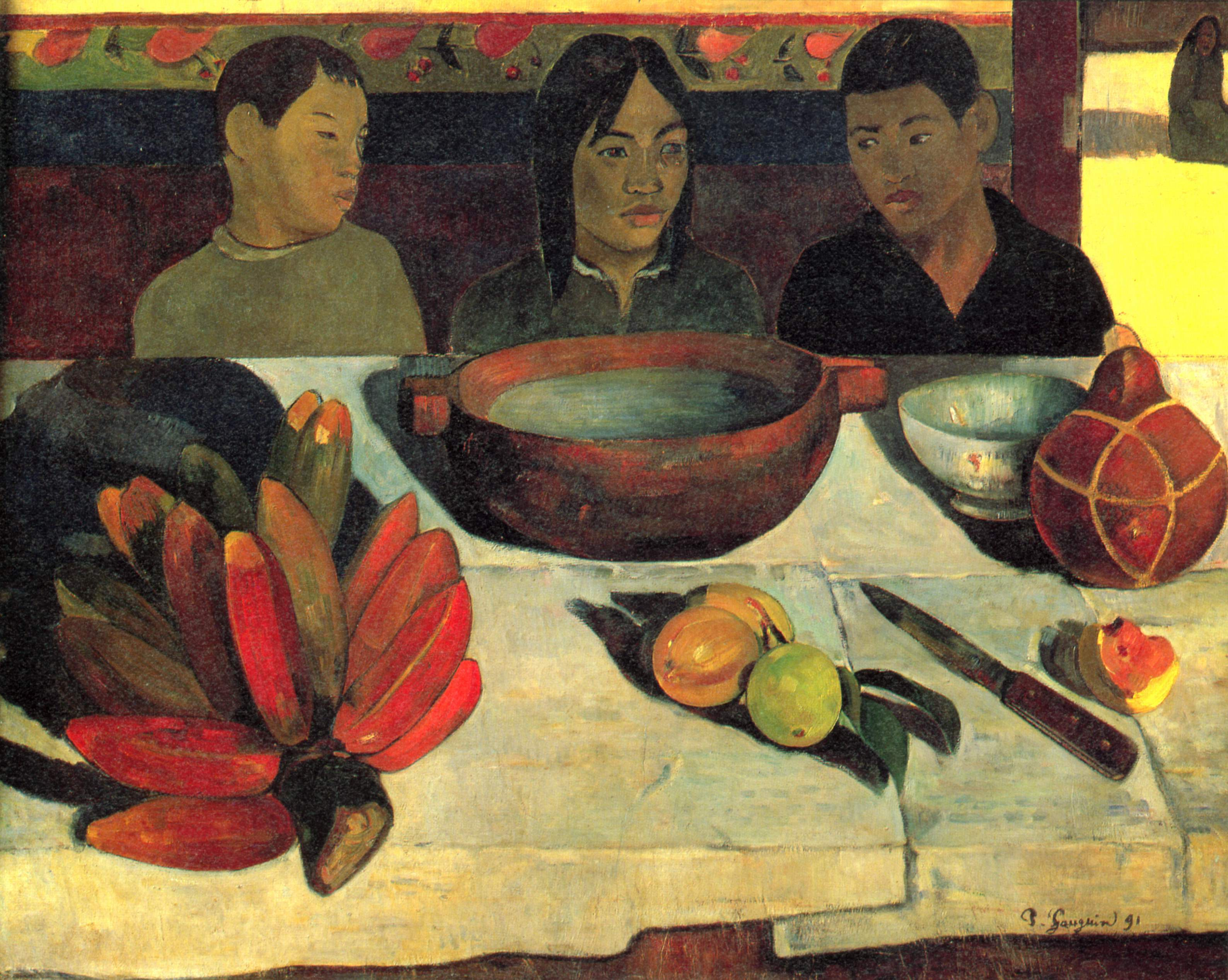
Paul Gauguin, Le repas (Les bananes).

Les bananes fe'i sont un élément important des fêtes cérémonielles dans les îles Marquises et les îles de la Société. Les bananes Karat semblent être l’un des rares types de bananes pouvant être utilisées lors de présentations cérémonielles à Pohnpei, en Micronésie.
Selon une légende samoane, le bananier des montagnes et le bananier des plaines se sont affrontés et le premier, le bananier fe'i, a gagné. Fier de sa victoire, le bananier de montagne a relevé la tête, alors que le bananier des plaines, battu, n'a plus jamais relevé la tête (les bananiers fe'i ont une tige fructifère dressée, alors qu'elle est retombante chez les autres types de bananiers).
Les couleurs rouge-orange vif des bananes fe'i les rendent attrayantes pour les artistes. Paul Gauguin, peintre français  postimpressionniste a visité les îles de la Société, y compris Tahiti, vers la fin du XIXe siècle. Dans trois de ses œuvres on peut voir des bananes fe'i : Le Repas (1891), Ia Orana Maria (1891) et Paysage de Tahiti (1891).
Les bananes fe'i étaient l’un des principaux aliments consommés par Liv Coucheron-Torpand et Thor Heyerdahl lors de leur séjour d'un an et demi sur l'île de Fatu Hiva dans les Marquises  en 1937-1938. Thor Heyerdahl a signalé que des bananes fe'i poussaient tout autour de leur cabane à Fatu Hiva, tandis qu’à Tahiti, ils n’avaient vu que des bananiers fe'i pousser « dans des falaises presque inaccessibles ».